# Klemen Aleksandrijski
Klemen Aleksandrijski (pravo ime Titus Flavius Clemens), grški filozof in teolog, * 150, † 211/6.
Najbolj je znan kot ravnatelj katehetske šole v Aleksandriji s konca drugega stoletja. Sprva je bil poganski filozof. Po spreobrnitvi je obiskal velike učitelje krščanstva in tako preromal Grčijo, Italijo, Egipt, Palestino in druge dežele vzhoda. Po vrnitvi v Aleksandrijo je nasledil učitelja Pantena v katehetski šoli. Prav tako je bil prezbiter cerkve v Aleksandriji. Njegovi najbolj znani učenci so bili Origen, Aleksander Jeruzalemski in Hipolit. Znan je tudi kot eden začetnikov krščanske teologije. 
Združil je grško filozofijo s krščansko teologijo. Ni bil proglašen za svetnika, ker je učil Origena, ki je bil zaradi svojih del razglašen za heretika. 

## Življenje
Rodil se je okoli leta 150 v Atenah, umrl pa med letoma 211 in 216 v Aleksandriji. Njegovo pravo ime je bilo Titus Flavius Clemens, vzdevek Aleksandrijski pa je dobil v cerkveni literaturi, da ga ne bi zamenjevali s Klemenom Rimskim. Njegovi starši so bili najbrž bogati pogani, ker so Klemena v mladih leti dobro izšolali. Njegova grška izobrazba je zlasti vidna zaradi velike količine navajanj grških pesnikov in filozofov. Spreobrnil se je šele, ko je bil odrasel, ker je takoj zatem veliko potoval in iskal velike učitelje krščanstva, da bi še bolj nasitil lakoto po znanju. 
Njegova pot iskanja se je začela v Grčiji, v Atenah, nadaljevala v južni Italiji, obiskal je še Sirijo in Palestino, na koncu pa je pristal v Aleksandriji. Mesto je bilo takrat prestolnica znanja z veliko univerzo. Intelektualno vzdušje je bilo zelo tolerantno, zato je bila Aleksandrija mesto, kjer se je mešalo veliko kultur. Tu je bila tudi zibelka neoplatonizma in gnosticizma. Prebivalstvo je bila zelo raznovrstno. Govorilo se je grško. Tudi sveto Pismo se je tu prevajalo v grščino. 
Klemen se je učil pri  Pantenu, učitelju v  aleksandrijski katehetski šoli, ki je bila uradna institucija Cerkve. Najprej je pomagal pri predavanjih, po Pantenovi smrti okoli leta 180 pa je postal prvi mož šole, kjer je deloval kot apologet in katehet več kot dvajset let. Kot krščanski pisatelj je bil znan že pred papežem Viktorjem (188-199). Iz njegove literature je razvidno, da je poznal vse veje grške literature, vse obstoječe filozofske sisteme, Staro in Novo zavezo.  Njegov najbolj slaven učenec je bil Origen.  
V sami šoli so imela predavanja obliko cikličnih konferenc, ki so se odvijale skozi leta. Teme predavanj so temeljile na filozofskih in kulturnih vprašanjih, problemih iz vsakdanjega življenja. Predavanj se je lahko udeležil vsakdo. Ta nova filozofija je z uporabo filozofskih izrazov dorekla, kakšno bi moralo biti idealno življenje kristjana. Temu idealu krščanskega življenja so se pustili voditi, ko so reševali probleme, ki sta jih takrat predstavljala bogastvo in izobrazba. To je omogočilo vstop tudi bogatim in vladajočim slojem v krščanstvo, kamor je sicer stežka prodiralo. 
Ni dokončno jasno ali je bil Klemen tudi duhovnik, kar bi lahko sklepali iz častnega naslova prezbitra, ki mu ga pripisuje njegov prijatelj Aleksander. Slednji je deloval v skupnosti v Kapadokiji, kamor se je Klemen zatekel med preganjanji (202-203), kasneje pa postal škof v  Jeruzalemu.  On je tudi okoli leta 215/216 napisal pismo Origenu, kjer omeni, da sta Panten in Klemen mrtva, tako da je Klemen verjetno umrl pred letom 216.

## Dela
Klemenova dela so zelo čislali že v časih zgodnjega krščanstva, na kar kažejo nazivi, ki so mu jih dodeljevali (blagoslovljeni, sveti, ipd.). Dejansko ni bil svetnik, ker naj bi učil Origena, ki je bil oklican za krivoverca, čeprav njegovi spisi nimajo zveze s poučevanji Klemena. V svojih delih je združeval filozofijo in teologijo. Z idejami grške filozofije (predvsem Platona) je skušal razložiti krščansko doktrino. 

### Velika trilogija
Med vsemi preživelimi najbolj izstopajo tri dela; Protreptik, Pedagog in Stromata, ki na prvi pogled tvorijo trilogijo. Teorija o trilogiji ne zdrži, ker sta prvi deli zelo različni od Stromate. Slednje ilustrira dejavnost katehetske šole, Protreptik in Pedagog pa sta napisana za javnost in objavo. Če bolj pozorno preberemo Protreptik, je podobno predstavljen kot Aristotelovo izgubljeno delo z istim naslovom, v obliki razglasa, namenjenega izobraženim, ki jih zanima krščanstvo kot resnična pot življenja. Tri knjige Pedagoga so namenjene nadaljnjemu utrjevanju in poglabljanju vere; kot nadaljevanje poučevanja pri krstu. Drugo delo je tudi namenjeno visokim izobražencem. Stromata pa je delo, ki naj bi se uporabljalo za privatno uporabo, kot pomoč pri poučevanju. 	

### Ostala dela
Naslednje delo, ki je vredno omembe so Excerpta ex Theodoto (Izvlečki iz Teodota). V njem Klemen pokaže svojo spretnost in dialog, ko povzame in kritizira nauke gnostikov (Valentina). Vprašanja in odgovori se vrstijo tako na gosto, da je težko razbrati, kaj je od Klemena.
Ista metoda dialoga je uporabljena v delu Eclogae Propheticae (Preroški izbor). Tu sooči poglavja iz Geneze z odlomki iz Prerokov. Od izgubljenih del bi omenili še Hypotyposeis, kjer bi poleg citatov drugih avtorjev našli še daljši sestavek v latinščini Adumbrationes. O ostalih delih, ki so bila izgubljena, nam govori Evzebij. 

### Pisma
Do leta 1973 ni bilo o pismih znanega praktično nič, tedaj pa je bilo objavljeno pred kratkim odkrito pismo, ki naj bi ga napisal Klemen Aleksandrijski. V njem omenja skrivnostni apokrifni Markov evangelij, ki so ga sprejeli globoko ortodoksni kristjani kot avtentičnega. Toda ker ga je gnostična sekta karpokritov razlagala po svoje, je Klemen nasprotoval njihovi interpretaciji.

### Doktrina
Pozornost v njegovih delih nam pritegne dobro poznavanje tako zgodnjekrščanskih kot judovsko-grških piscev. Presenetljivo je tudi, da je dobro poznal tudi bolj sekularno t. i. svobodomiselno literaturo. Za nekatera dela oz. za naslove le-teh vemo izključno iz njegovih tekstov. Zelo je cenil grško filozofijo kot pot h Kristusu, zato jo je tudi združeval s krščansko mislijo. Približno pol citatov navaja od Platona, drugo polovico pa od Jezusa. Iskanje resnice Klemen začenja s prvobitnim mišljenjem o filozofiji, nadaljuje pa jo s Staro zavezo, ki jo konča z apostoli in nenazadnje s Kristusom. Principi njegove misli izvirajo iz judovsko-aleksandrijske filozofije, neoplatonizma in tudi iz njegovega dialoga z gnosticizmom. Njegova teologija je spodbuda krščanski veri. Zaradi vsega tega je Klemen Aleksandrijski bolj teolog tradicije kot teolog svetega Pisma ter velik etik.